# Darin
Darin (născut Darin Zanyar pe 2 iunie 1987) este un cântăreț de muzică pop din Suedia cu origini kurde. A câștigat ediția din 2004 a emisiunii-concurs Pop Idol Suedia, semnând în același an un contract cu Sony BMG.
Cel mai nou album se numește „Flashback” și a fost lansat în luna decembrie a anului 2008. Primul single lansat de pe acest material discografic este „Breathing Your Love”, o colaborare cu Kat DeLuna ce a ajuns pe locul 2 în țara lui natală. Tot în 2008 a lansat și piesa „Step up” ce se găsește pe coloana sonoră a filmului „Step Up2—The Streets”.
- The Anthem (2005)
- Darin (2005)
- Break the News (2006)
- Flashback (2008)
- Lovekiller (2010)
- Exit (2013)
- Fjärilar i magen (2015)
- Tvillingen (2017)

1. ↑  Zanyar, Darin, Sveriges befolkning 2000[*]